# Exochanthus
Exochanthus is een geslacht van drie soorten orchideeën uit de onderfamilie Epidendroideae. Het is afgesplitst van het geslacht Dendrobium.
Het zijn grote epifytische orchideeën van bergwouden uit Nieuw-Guinea, die (wanneer ze niet in bloei staan) aan bamboe doen denken.

## Naamgeving enetymologie
- Synoniem: Dendrobium Sw. (1799)

## Kenmerken
Exochanthus-soorten zijn grote epifytische of lithofytische orchideeën met afgeplatte, rechtopstaande of hangende, gelede stengels, met talrijke lijnlancetvormige bladeren die in één vlak staan, en eveneens talrijke korte, aan de bladvoet ontspringende bloemtrossen met enkele tot een tiental kleine, eenkleurige bloemen.

## Habitat en verspreiding
Exochanthus-soorten groeien op boomvorken of op de grond op open plaatsen in warme, montane bossen van het hoogland. Ze komen voornamelijk voor in Nieuw-Guinea en de Salomonseilanden.

## Taxonomie
Exochanthus is in 2002 afgesplitst van Dendrobium door Clements en Jones.
Het geslacht telt in de meest recent geaccepteerde taxonomie drie soorten. De typesoort is Exochanthus pleianthus.

### Soortenlijst
- Exochanthus dolichocaulos (Schltr.) M.A.Clem. & D.L.Jones (2002)
- Exochanthus phragmitoides (Schltr.) M.A.Clem. & D.L.Jones (2002)
- Exochanthus pleianthus (Schltr.) M.A.Clem. & D.L.Jones (2002)